# Польская правда
Польская правда (пол. Prawda polska), более известная как Эльблонгская книга (пол. Księga elbląska) — один из первых источников польского права, возникший около XIII века. Эта книга стала первым писаным сводом норм польского обычного права. В польской истории права фигурирует под названием Древнейший свод права польского (пол. Najstarszy Zwód (Spis) Prawa Polskiego) или Право поляков (пол. Prawo Polaków) и многими другими.

## История возникновения и нахождения
Ориентировочно Польская правда появилась в середине XIII века (или в конце XIII — начале XIV века) и была написана на старонемецком языке для крестоносцев Государства Тевтонского ордена (Хелминская земля) и жителей этой земли. Предположительно, автором был монах-цистерцианец. В то время Польша представляла собой раздробленное на отдельные княжества государство, на части территории которого правили немецкие рыцарские ордена. Документ был составлен специально для чиновников Тевтонского ордена, правивших польскими землями, которые должны были использовать польское право по принципу правосубъектности для разрешения всех вопросов. Основу для документа составили записи ответов, полученных в результате опроса поляков.
Книга была найдена историками в XIX веке в городе Эльблонг (тогда Эльбинг). Изначально она принадлежала городскому советнику Эльбинга Абрахаму Грюбнау (нем. Abraham Grübnau, 1740—1823), местному купцу и библиофилу, а позже была передана Фердинанду Нойману, аптекарю и исследователю истории Эльбинга, благодаря чему обрела название «кодекс Ноймана». В 1867—1868 году она стала доступна исследователям. В 1869 году было выпущено первое печатное издание учителем Эльбингской гимназии Э. Фолькманом, а в 1870 году первую польскую публикацию книги осуществил Антоний Зигмунт Хельцель. Оригинальная рукопись хранилась в городском архиве Эльблонга до Второй мировой войны, позже была вывезена в Германию и бесследно исчезла. Сама книга неоднократно переиздавалась: в 1995 году была переиздана польским историком права Юзефом Матушевским.

## Содержание
В книге отражается общественный и государственный строй Средневековой Польши. Сохранившаяся часть Польской правды включала в себя рифмованное предисловие, содержащее краткую символическую историю права с древних времён до момента записи памятника и напоминающее аналогичное вступление к Саксонскому зерцалу, а также 29 пронумерованных статей, объединённых в 4 части: любекское право (страницы с 1 по 100 оригинала), прусское право (страницы с 100 по 120), древнепольское право или Свод (страницы с 120 по 168) и немецко-прусский словарь (страницы с 169 по 185). Статьи с I по VI посвящены вопросам судоустройства и судопроизводства, с VII по XX — уголовному праву, с XXI по XXII — порядку наследования, с XXIII по XXV — судебным доказательствам, с XXVIII по XXIX — положению феодально-зависимых крестьян. Статья XXIX обрывается в середине предложения на словах: «Что же касается свободных людей между указанными...»
Положения Польской правды характеризуют аграрные отношения и все различия в правовом положении населения (деление на сословия и статусы, влияющие на наказания за совершения реступлений), трактуют вопросы обязательственного, семейного, наследственного права и процесса. Содержащиеся постановления относятся к организации судов и процедуре судопроизводства, а также к уголовному и гражданскому праву. Помимо этого, Польская правда даёт материал для сравнительного изучения феодального права у других славянских народов.

## Мнения
Юзеф Матушевский одним из первых предположил, что Польская правда использовалась крестоносцами в качестве основного свода законов, по которым они должны были править польскими землями. С другой стороны, Адам Ветулани полагал, что Польская правда могла использоваться только на территории самого ордена, а не на польских землях, хотя могла возникнуть в другом месте. По его мнению, язык книги не играл решающего значения (так, старейший польский источник права, Вислицкий статут в переводе, относится к XV веку), а содержание книги содержит неуместные для тевтонцев законы (например, об отсутствии привилегий у иностранцев — «гостей»).